# Schlitters
Cet article possède un paronyme, voir Schlitter (homonymie).
Schlitters est une commune autrichienne du district de Schwaz dans le Tyrol.